# Camacuc
Camacuc és una revista infantil en valencià publicada per l'editorial homònima des de l'any 1984. Composta sobretot per còmics, té 32 pàgines.
La revista s'edita amb la intenció de difondre i normalitzar el valencià oferint lectures en format de còmic de la mà dels millors dibuixants del País Valencià. La publicació està present en els col·legis, instituts, biblioteques i cases particulars. Es finança a través de subscripció i publicitat, i té una periodicitat bimensual. Compta amb un fons editorial de llibres de la mateixa editorial que es pot consultar al seu web. De l'any 2000 i durant quinze anys publicà una versió en aranès sota el títol d'Era Garbèra, amb 800 subscriptors que s'afegeixen als 1.000 que ja tenia l'edició en valencià.

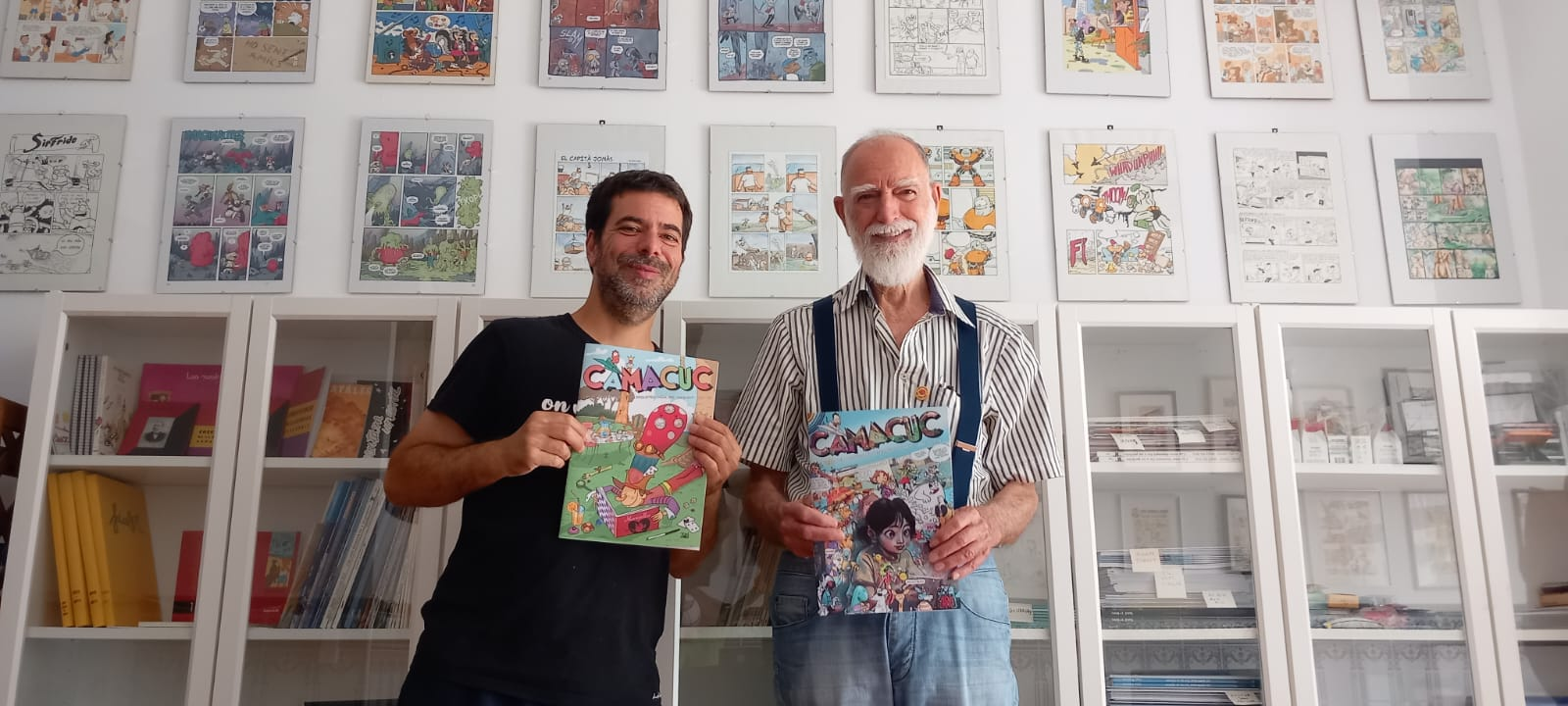

## Contingut
La revista està escrita íntegrament en valencià i el seu contingut està fet per autores i autors valencians i valencianes. A banda de còmics, també inclou notícies i seccions fixes de text com "Contes", "La barraqueta de la ciència","De tot arreu" o "passatemps". Una secció breu titulada "Recomanem" sol ressenyar títols de literatura infantil i juvenil o música. Durant uns anys s'hi van publicar entrevistes, algunes de les quals a escriptors de literatura infantil i juvenil, com Mercè Viana.

## Trajectòria
Oficialment sols ha tingut dos etapes: la primera, que durà fins a febrer de 1987, i l'actual que s'encetà en setembre del mateix any, després d'una aturada de sis mesos.

### Inicis (1985)
Camacuc va aparèixer el juny de 1984, desmarcant-se de seguida del seu model Cavall Fort per partir de la iniciativa privada i potenciar el còmic autòcton en comptes del còmic francobelga. A la primeria era editada per la Federació d'Entitats Culturals del País Valencià, que posteriorment s'anomenaria Edicions Camacuc. En esta etapa la revista tenia 24 pàgines.
| Títol              | Autoria                     | Procedència | Números |
| ------------------ | --------------------------- | ----------- | ------- |
| Ramonell El Camell | Pedro Sestelo               | Ipurbeltz   |         |
| Tom i Wandi        | Gregorio Muro               | Ipurbeltz   |         |
| Ot el Bruixot      | Picanyol                    | Cavall Fort |         |
| Sidral Bromeral    | Teresa Durán                | Cavall Fort |         |
| Els Bufanúvols     | Madorell                    | Cavall Fort |         |
| Iznogoud           | Jean Tabary                 | Pilote      |         |
| Percevan           | Jean Léturgie/Xavier Fauche | Gomme!      |         |
| La basca del 85    | Carles Cano/Paco Giménez    |             | 5       |

### Creixement (1986-1989)
En 1987 passa un hiatus de sis mesos sense publicar-se, però en 1989 arriba a 900 subscriptors. Poc després, i gràcies al suport de la Generalitat Valenciana, Camacuc augmenta el seu tiratge fins a vora els 24.000 exemplars, Joan Escrivá, Pep Mata i Emper Pascual componen la seua redacció en esta etapa i és distribuïda a escoles i biblioteques.
Durant esta etapa les sèries provinents de revistes catalanes (Cavall Fort) o basques (Ipurbeltz) que havien estat un sostén en els primers números, van sent substituïdes per producció pròpia, bé siga d'autors veterans de l'Escola Valenciana de còmic com de nous autors.
| Títol                       | Autoria                | Procedència    | Números |
| --------------------------- | ---------------------- | -------------- | ------- |
| Little Nemo in Slumberland  | Winsor McCay           | Tira de premsa |         |
| Ion i Mirka                 | Harriet/Daniel Redondo | Habeko Mik     |         |
| En Massagran                | Madorell               | Cavall Fort    |         |
| Georgina                    | Toni Cabo              |                |         |
| Pasqualet, rei de la brosta | Rafa Reinoso           |                | 6       |
| Fotomató                    | Jovi                   |                |         |
| L'Estadi Boig               | Jovi                   |                |         |

### Expansió (1990-1992)
Joan Escrivá dirigeix en solitari la revista, augmenta el seu nombre de pàgines i comença a distribuir-la en els quioscs (abril 1990-setembre 1992), a més de llançar àlbums recopilatoris de les seues sèries i una col·lecció de llibres il·lustrats infantils. El contingut de la revista també es torna menys infantil, arribant als seus majors nivells de qualitat tècnica. La producció pròpia es consolida plenament en 1990-91. En 1992 es recupera un caràcter més infantil, però es fan tres fitxatges de renom: Micharmut amb Pip el viatger, Josep Sanchis amb Miss i Fuss, els fills de Pumbi, i Josep Palop amb Bertomeu, l'as dels ganduls i Robinsó Pérez. En eixa etapa, els diners de les subvencions públiques no era excessiu.

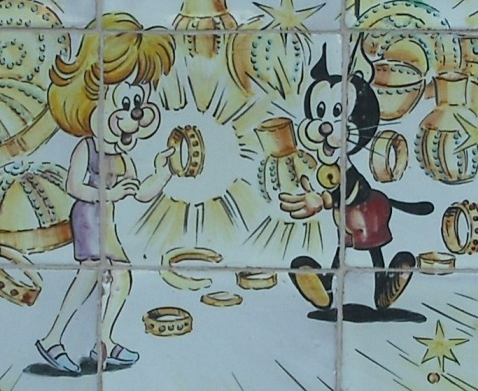
El gat Pumbi va ser un dels personatges que s'afegeix a la revista a principi dels anys 1990.

| Títol                           | Autoria                    | Procedència | Números |
| ------------------------------- | -------------------------- | ----------- | ------- |
| M                               | Manel Gimeno               |             |         |
| Les aventures del Dr. Von Kum   | Juan Puchades              |             |         |
| Genial                          | Pau Llorens                |             |         |
| El Grial                        | Rafa Fonteriz              |             |         |
| Remi el missatger               | Burguitos                  |             |         |
| Miss i Fuss, els fills de Pumbi | Josep Sanchis              | Pumby       | 70      |
| Bertomeu, l'as dels ganduls     | Josep Palop                | Jaimito     | 70      |
| Pip                             | Micharmut                  |             | 70      |
| L'Home Bèstia                   | Rafa Fonteriz              |             |         |
| Lluc al pais dels cómics        | Juanvi Chuliá/Manel Gimeno |             |         |

### Crisi (1993-2000)
S'abandona la distribució en quioscos, i cau el nombre de subscriptors fins a 500. La revista pateix un daltabaix en desembre de 1993, quan s'anuncia que la Generalitat Valenciana no anava a fer cap compra més de la publicació. En este període la revista passa de 48 a 24 pàgines.
En 1994 es redueix la qualitat del paper per a quadrar despeses i es fan crides per a guanyar subscriptors. En gener de 1996 la revista passa a ser bimensual. Quatre anys després que la Generalitat Valenciana deixara de donar suport a la publicació, el nombre de subscriptors s'estabilitza en 1.500. Durant este període perd col·laboradors i la seua línia editorial es torna més infantil, especialment des de 1999, quan comença a publicar totes les pàgines a color.
| Títol                           | Autoria          | Procedència | Números   |
| ------------------------------- | ---------------- | ----------- | --------- |
| El Senyor Julivert              | José Fraile      |             |           |
| Sulu i Solo, transport espacial | Manel Gimeno     |             |           |
| Florenci Montes                 | Burguitos        |             |           |
| Boro, Moro i Puromoro           | Toni Cabo        |             |           |
| Perolet, estudiant fluixet      | Vicent Dolç      |             |           |
| Pinxo                           | Josex            |             |           |
| El Capità Jonàs                 | David Salvador   |             |           |
| Vicent un heroi diferent        | Manuel Bartual   |             |           |
| Estrellats                      | Xoan Marín       |             | 1999-2000 |
| Cap Indi                        | Maria José Arana |             |           |
| Sir Fredo                       | Álex Cervantes   |             |           |
| Corgelat                        | Pere Amorós      |             |           |
| Pasqualet                       | Rafa Reinoso     |             |           |

### Supervivència (2001-2010)
S'aconsegueixen els 2.000 exemplars de tiratge, gràcies a una nova edició en aranés, titulada Era Garbèra i, en acabant, Fiulet.
| Títol                 | Autoria      |
| --------------------- | ------------ |
| Sebastià Somiat       | Jesús Huguet |
| Joana Defensora       | Giner        |
| Escola de Superherois | Manel Gimeno |

En l'actualitat la revista Camacuc continua tenint 32 pàgines. S'edita bimensualment, i es distribueix per correu a tots els subscriptors.

### Actualitat (2010-2024)
La revista es troba en el seu millor moment de continguts. Sempre ha estat oberta a la participació dels xiquets i xiquetes i publiquen els contes de cada número amb les il·lustracions de professionals de l'APIV (Associació Professional d'Il·lustradors de València). L'editorial publica còmic d'autor i una sèrie de números dedicats al feminisme, l'assetjament escolar i la diversitat sexual, molt útils en els centres educatius. També publica còmics contant la història de pobles i ciutats valencians.
En 2023 en un acte de censura per part de l'Ajuntament de Borriana, al qual van seguir Torrent i Montserrat, la societat civil de parla catalana abrigalla i demostra el seu rebuig a aquests actes impulsant el projecte de foment de la lectura i normalització lingüística de Camacuc.
En 2022 fou guardonada amb el premi a la millor publicació en la categoria de revistes a la Nit de la Premsa i les Revistes en Català. En 2023 rebé el premi Martí Gasull de part de Plataforma per la Llengua.
| Títol                    | Autoria             |  |  |
| ------------------------ | ------------------- |  |  |
| Boro Moro i Puromoro     | Toni Cabo           |  |  |
| Conte                    | Autores diversos    |  |  |
| Cocodril                 | Joanot              |  |  |
| Barraqueta de la ciència | Joan Escrivà Torres |  |  |
| Alina                    | Carles Tarazona     |  |  |
| Nina                     | Manel Gimeno        |  |  |
| Lluna, Bernat i Eugeni   | Rafa Reinoso        |  |  |
| Lila i Dino              | Joanot              |  |  |
| Carla                    | Marc Llorens        |  |  |
| Contes oncle Pere        | Pere Amorós         |  |  |
| Passatemps               | Zoraida Zaro        |  |  |
| Nicasi i Blai            | Burguitos           |  |  |
| Imaginautes              | Jesús Huguet        |  |  |
| Cap Indi                 | M. José Arana       |  |  |
| Vampi                    | José Fonollosa      |  |  |
| Anna Gamma               | Zoraida Zaro        |  |  |
| Corgelat                 | Pere Amorós         |  |  |